# Miconia oraria
Miconia oraria är en tvåhjärtbladig växtart som beskrevs 1977 av John Julius Wurdack. Arten ingår i släktet Miconia och familjen Melastomataceae. Miconia oraria är endemisk för Ecuador. Inga underarter finns listade i Catalogue of Life.